# Rundmaskar
Rundmaskar, eller nematoder (Nematoda), är enkla, spolformade och icke segmenterade ryggradslösa djur som oftast är av mikroskopisk storlek. Rundmaskarna är en mycket individrik grupp och en av de vanligast förekommande stammarna inom djurriket med mer än 20 000 arter beskrivna, och de utgör även den vanligast förekommande gruppen av flercelliga djur.
Rundmaskarna placerades tidigare i gruppen säckmaskar, som dock visade sig vara polyfyletisk. Numera förs rundmaskar, leddjur och flera mindre grupper i stället till gruppen Ecdysozoa.

## Utseende
Rundmaskar blir sällan över 1 millimeter stora, även om en del parasiterande arter kan vara allt från några centimeter upp till flera meter. De rör sig ormlikt i sinuskurvor. Musklerna växer längs med kroppen och är formade i fyra buntar som är placerade strax under kroppsväggen. Under tillväxtfasen ömsar de sin elastiska hud fyra gånger. Skelettet är hydrostatiskt – ett tryck uppstår av vätskan som är ansamlad i kroppshålan, och detta tryck spänner ut kroppen. Trycket och musklerna verkar därmed mot varandra.
De förekommer både som hon- och hanmaskar och de är inte segmenterade. Könsorganen är formade som slangar och placerade i kroppshålan. Tarmsystemet löper längs kroppshålans mitt, och djuren är i total avsaknad av organ för andning och cirkulation. Matstrupen innehåller klaffar och bulber klädda med muskler.

## Ekologi
Rundmaskar kan hittas i stora mängder i nästan alla miljöer, men främst i fuktiga och varma sådana. De lever i både vatten och på land, och kan både vara parasiterande på andra organismer och leva fritt på land och i sjöar och havs bottensediment. De kan fungera som parasiter på de flesta av världens djurarter, och även många växter. Exempelvis vållar de emellanåt svåra skördeförluster på grödor. Munnens utformning skiljer mellan arterna, och är anpassad efter den föda en art intar.
Inom en kubikmeter fuktig jord kan det finnas flera miljoner mikroskopiska rundmaskar. Några av dessa djur är rovdjur och andra dricker saft från växternas celler. De senare är vanliga skadedjur. De finns på vilda och odlade växter och de angriper även människor. De flesta arterna har både hon- och hanindivider och är skildkönade, men hermafrodita arter förekommer, och så gör även partenogenes.
De marklevande rundmaskarna är oftast mellan 0,3 och 1,5 millimeter långa och lever i porsystemens våtare delar. De är genomskinliga, och lever tillsammans med protozoer, rotatorier och tardigrader. Äggen och larverna lever i jorden, och i fuktig jord kan äggen överleva i flera år. Larverna utvecklas i jorden. I larvstadiet är de så små att de kan ta sig in i människokroppar via blodet.

## Systematik
Fler än 20 000 arter av rundmaskar har beskrivits i världen, och det tros bara utgöra en liten del av det totala antalet rundmaskar. I Sverige finns det mellan 700 och 1 050 kända arter.
Rundmaskarna placerades tidigare i den polyfyletiska gruppen säckmaskar (Pseudocoelomata).
I stället räknas i dag rundmaskarna tillsammans med tagelmaskar, pansarmaskar och flera andra smågrupper, samt den mycket stora gruppen panarthropoda (som innehåller leddjur, trögkrypare och klomaskar) till den högre gruppen Ecdysozoa. Djuren i denna grupp har ofta likartad skalömsning under sin tillväxt, och vissa embryologiska likheter, och molekylärbiologiska studier bekräftar också deras släktskap.

## Sjukdomar
Rundmaskar är en stor stam med många olika arter. Alla är inte skadliga, men det finns många arter som är det – omkring sextio arter har bevisats parasitera på människan. De flesta av dem lever i tarmsystemet men några arter tar sig till övriga delar av kroppen. De sprids vanligtvis till människor genom att ägg och larver kommer på människors händer, varpå händerna förs till munnen, men de kan även komma in genom huden. Upp till en fjärdedel av jordens befolkning beräknas vara infekterad av rundmask. De är vanligare i varma och tropiska klimat, och de angriper oftare barn än vuxna. De allra flesta arter är lättbehandlade, men den vanligaste, spolmasken, har visat sig svår att utrota.
Spolmaskangrepp ökar generellt sett i världen, och är större i länder med fattigdom, konflikter och naturkatastrofer. I takt med globalisering och ökat resande har också smittan spridit sig. Dålig sanitet kan bidra till ökad äggläggning i områdets jord och vatten, och i dessa områden sprids ofta maskarna genom förtäring av okokt och angripen mat. Angrepp kan vara symptomfria men också ge feber, allergiska utslag, magsmärtor, illamående, kräkningar och diarréer samt trötthet. Om larverna tagit sig till lungorna kan det ge upphov till en väsande röst, bröstsmärtor och hosta. I några fall kan det orsaka stopp i tarmen eller skada levern eller bukspottkörteln.
Spolmask och liknande maskangrepp behandlas med medicin, och kan förebyggas med bättre sanitet och undervisning. Spolmasken har visat sig vara svårutrotad, men med bland annat guineamask har man lyckats desto bättre. Dessutom kan olika arter ge olika symptom. Onchocerciasis kan till exempel leda till ögonskador och blindhet.
Rundmaskar kan också orsaka sjukdomar som exempelvis elefantiasis.  
Studier från 2009 visade att rundmaskars dödstal ökade när de förtärde socker.

## Exempel
- Springmask
- Spolmask
- Hakmask
- Piskmask
- Trikiner